# BB Centrum

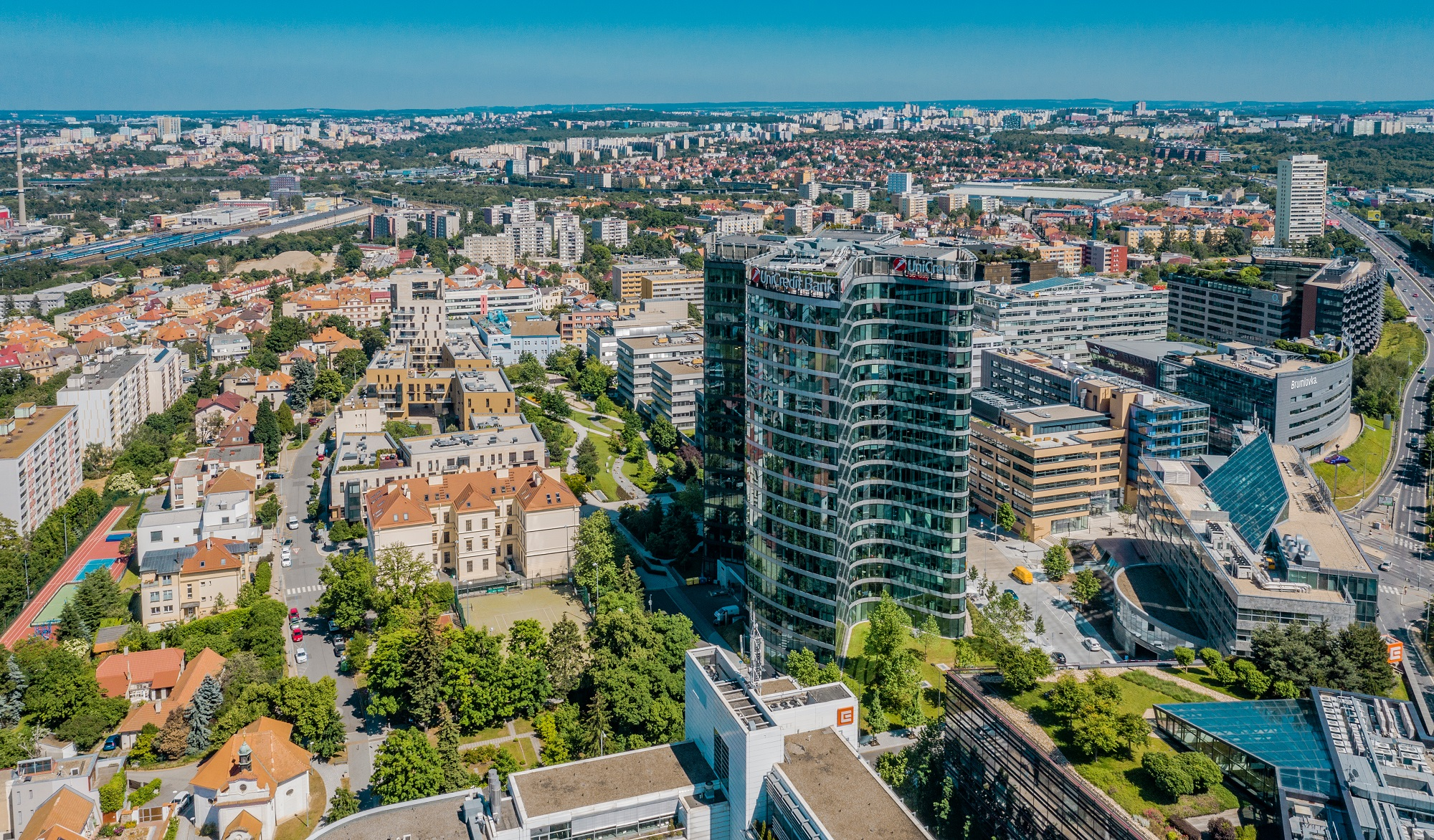
Lokalita Brumlovka v Praze 4

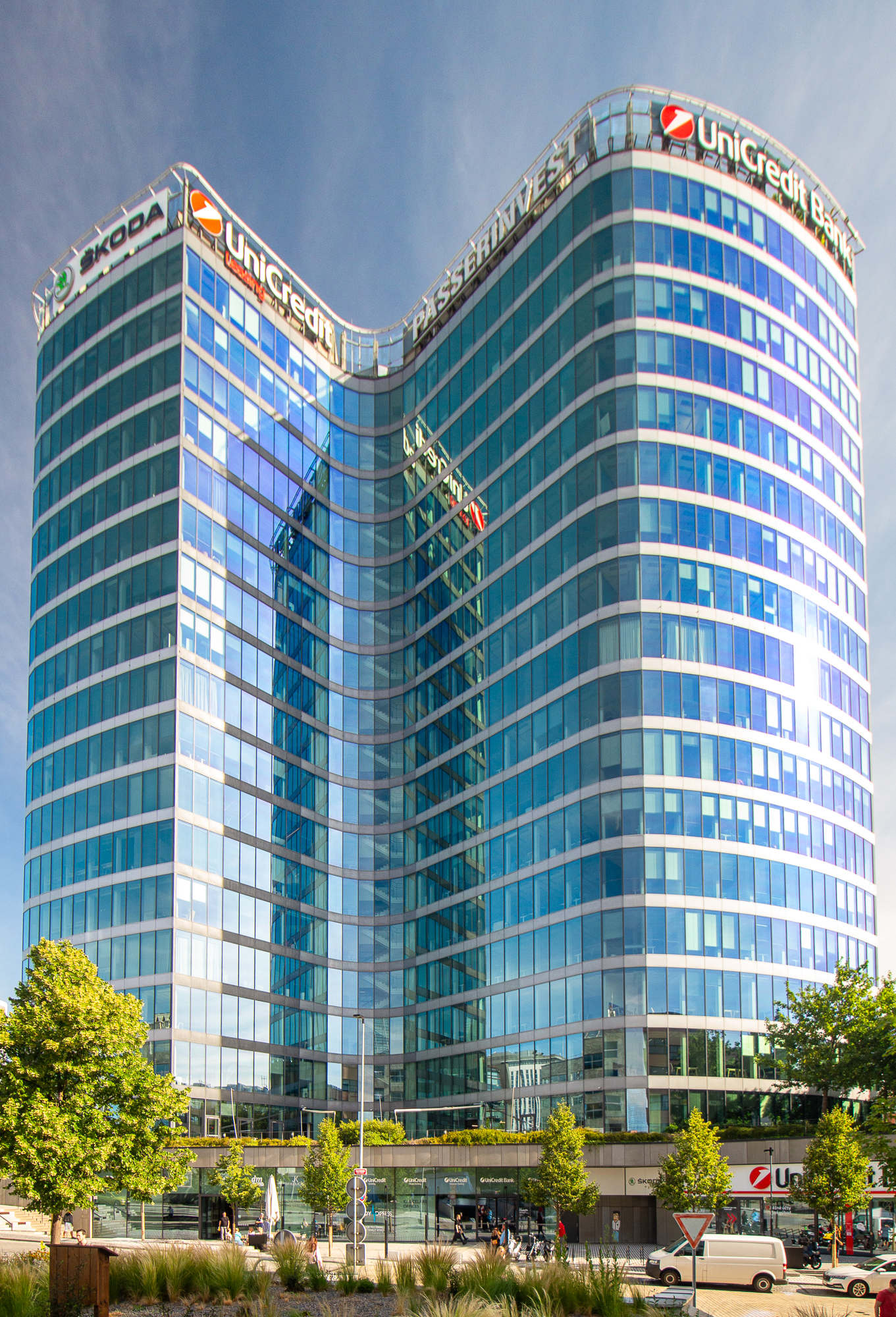
Budova Filadelfie, nejvyšší z budov v lokalitě Brumlovka

Lokalita Brumlovka (dříve BB Centrum), je multifunkční lokalita (administrativní, rezidenční a multifunkční objekty) v Praze 4–Michli, která je budována od roku 1996. Urbanistickým developerem je firma Passerinvest Group vedená Radimem Passerem. V roce 2018  před budovou Brumlovka (kde se nachází fitness a wellnes klub s 25m bazénem) vzniklo náměstí Brumlovka. V dalších letech pak přibylo Náměstí E. G. Whiteové před objektem Budova B, relaxační prvky vč. dětského koutku u vstupu do Baarova parku ze Želetavské ulice a také byl instalován městský mobiliář pro posezení na dalších veřejných místech Brumlovky. V roce 2022 došlo k přejmenování z názvu BB Centrum pouze na „Brumlovka“. 

## Popis

### Budovy
V lokalitě Brumlovka se nachází již 18 dokončených budov. V administrativní budovách A, B, C, D, E, G, Alpha, Beta, Gamma, Delta, Villas a Filadelfie našly své sídlo mezinárodní i české společnosti. Několik budov v této lokalitě je určeno také pro bydlení – Rezidenční park Baarova a Rezidence Villas Rezidence Oliva. Budova Filadelfie byla zařazena do hlasování soutěže Stavba roku 2011.
Vzniklo zde Společenské centrum Bethany a také zde byla vybudována střední, základní a mateřská křesťanská škola Elijáš.
Mezi nejznámější budovy patří multifunkční budova Brumlovka – podle níž tato lokalita dostala také název, a v dnešní době se zde nachází fitness a wellness (včetně 25m plaveckého bazénu) Balance Club Brumlovka a menší obchodní pasáž s restauracemi. Další multifunkčním objektem s mateřskou školkou a kavárnou je objekt Olivka v Parku Brumlovka.

### Parky a hřiště
Na Brumlovce se nachází dva jednohektarové parky – Park Brumlovka a Baarův park s dětskými hřišti pro širokou veřejnost. V roce 2018 zde před budovou Brumlovka mezi budovou Alpha a Beta vzniklo náměstí Brumlovka. A také ve stejném roce zde společnost Passerinvest Group vybudovala atletický stadion pro veřejnost. Dále byly na Brumlovce instalovány další outdorové herní prvky - šachy ve vnitrobloku Budovy B, mlhoviště pro děti v Parku Brumlovka nebo nové lavičky a stolky pro posezení na náměstí i v parku. 

### Socha „Brouk“
Od 1. dubna 2020 se v Lokalitě Brumlovka (konec sjezdu z dálnice D1 / Vyskočilova ul.) nachází pohyblivá instalace Brouk od umělce Davida Černého. Téměř sedmnáct metrů vysoká, osm metrů dlouhá a tři a půl metru široká socha ztvárňující automobil Porsche 911 nabodnutý na velikém špendlíku připomíná brouka v entomologické sbírce.

## Firmy
V Lokalitě Brumlovka mají své kanceláře významné společnosti, např.: Passerinvest Group, ČEZ, Moneta Money Bank, Hewlett-Packard, Microsoft, O2 Czech Republic, UniCredit Bank, SAP, Škoda Auto, Puma, Gorenje a další. Dále se zde nachází obchodní pasáže nabízející služby a obchody pro veřejnost (budova Brumlovka a budova Filadelfie), restaurace, kantýny a kavárny, zejména v okolí náměstí Brumlovka.

## Galerie
- Baarův park
- Náměstí Brumlovka
- Instalace Brouk na Brumlovce
- Kyvadlová doprava z metra C Budějovická do a z Brumlovky, která je zdarma
- Letecký pohled na Brumlovku